# St. Johannes Baptist (Schöngeising)

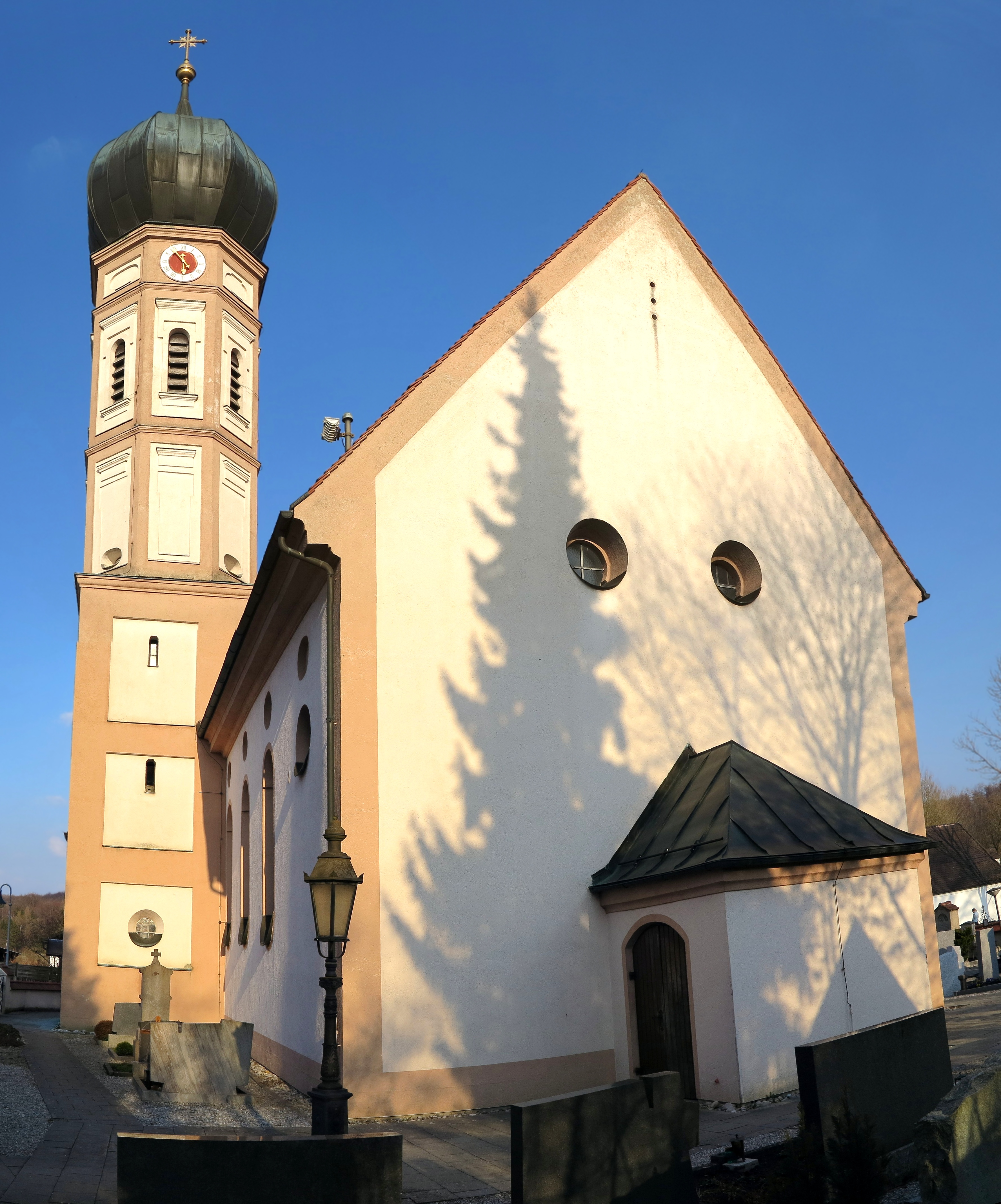
Schöngeising St. Johannes Baptist

Die Pfarrkirche St. Johannes Baptist ist die katholische Pfarrkirche der Gemeinde Schöngeising im Landkreis Fürstenfeldbruck in Bayern. Sie ist ein Baudenkmal mit der Aktennummer D-1-79-147-1. Der erste Bau soll schon aus der römischen Zeit stammen, als in der Nähe eine Römerstraße die Amper überquerte.

## Geschichte
Für das 4. Jahrhundert wird die Existenz einer Kirche in Schöngeising angenommen. Sie soll bereits Johannes dem Täufer geweiht gewesen sein, vermutlich war es eine Johannes-Taufkirche an der „statio ad Ampere“, einer Brückenstation an der Amper. Nachfolgebauten in den folgenden Jahrhunderten sind wahrscheinlich.
Aufzeichnungen und Urkunden des Bistums Freising bringen erst seit 744 auch Nachweise für die Kirchen im Bistumsbereich. In einer dieser Urkunden wird Schöngeising erstmals am 29. Juni 763 erwähnt. Aber die Christianisierung in Schöngeising ist wohl weit früher anzusetzen, da ja 763 bereits die Kirche und der Ort genannt wird.
Im Jahr 1683 wurde die baufällige Kirche abgerissen und ein Neubau im barocken Stil begonnen. Wegen des Abrisses des Turms mit anschließendem Neubau verzögerte sich die Fertigstellung, so dass die Kirche mit ihren drei Altären erst 1708 durch Bischof Johann Franz Eckher (1696–1727) eingeweiht wurde. Es entstand die Pfarrkirche: Ein barocker Saalbau mit dreiseitigem Chorschluss, angefügter zweigeschossiger Sakristei und mit einem Nordturm, der eine Zwiebelhaube trägt.
Von 1963 bis 1968 wurde der Innenraum der Kirche erneut grundlegend renoviert. Das Altarbild aus dem Hauptaltar wurde abgenommen und durch eine Madonnenfigur (Maria Himmelskönigin) im Stil des Frühbarocks ersetzt. Die Seitenaltäre, die barocke Kanzel und die Kommunionbank wurden entfernt.
In den Jahren 2006/07 wurden letztmals Restaurierungs- und Renovierungsarbeiten durchgeführt.

## Ausstattung der Kirche

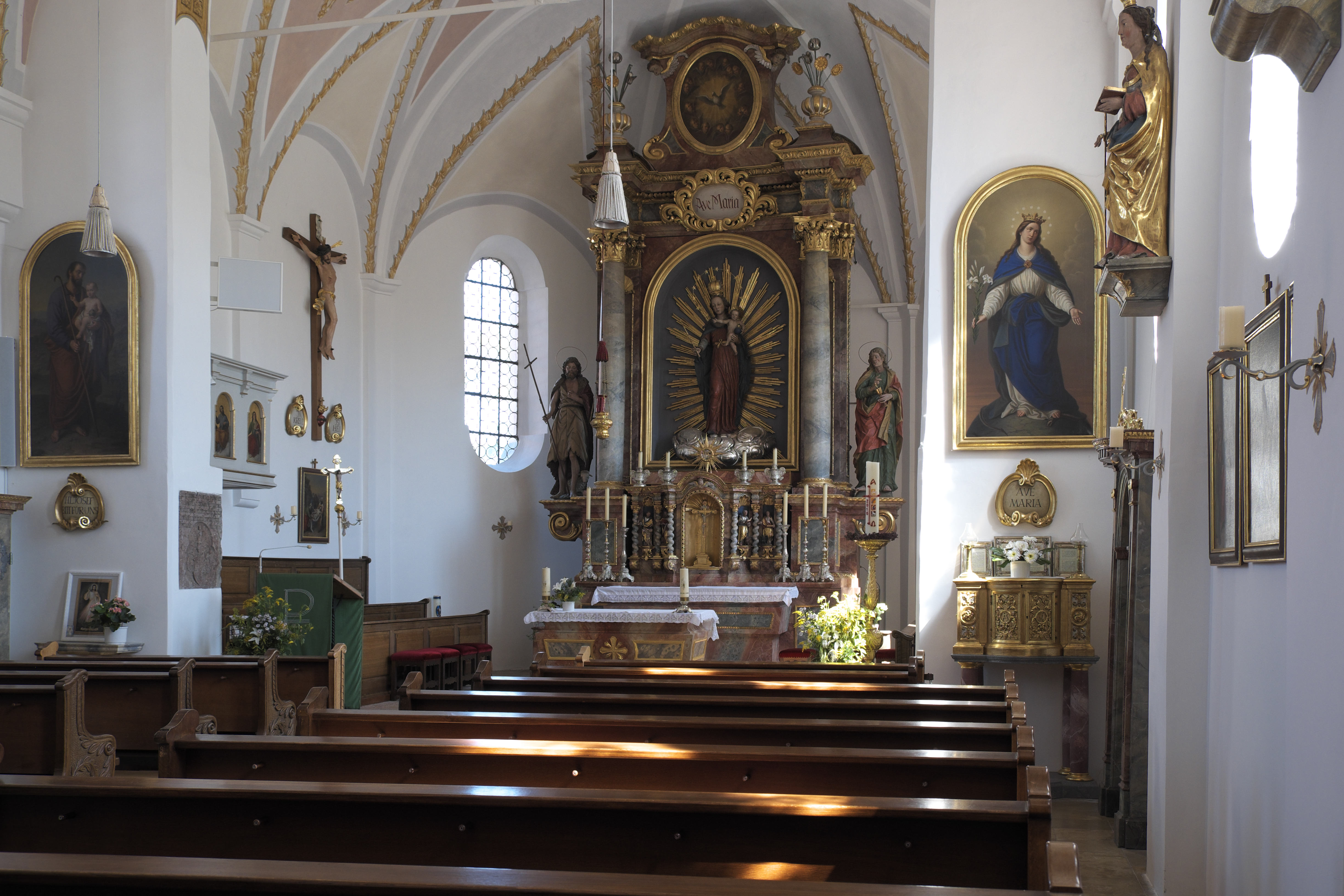
Innenansicht

Aus der Barockzeit sind die beiden lebensgroßen Johannisfiguren, Johannes der Täufer und Johannes der Evangelist, erhalten, die seitlich am heutigen Hochaltar auf Konsolen stehen. Im Schiff sind die Figuren der Heiligen Barbara, Katharina, Nikolaus und Erasmus zu sehen und eine Madonnenfigur, die unter der Empore platziert ist.
Der ursprüngliche Hochaltar wurde 1803 durch einen barocken Altar aus dem säkularisierten Augustiner-Barfüßer-Kloster Maria Stern in Taxa ersetzt. Die ursprünglichen zwei Seitenaltäre wurden bereits 1721 gegen neue ausgewechselt.
Im Jahr 1861 wurde das Kircheninnere umgestaltet. Der Münchener Maler Georg Lacher malte neue Bilder für den Hauptaltar und die Nebenaltäre, er gestaltete ein neues Deckengemälde (Johannes der Täufer am Jordan) und Bilder-Kreuzweg-Stationen im Nazarener Stil.
Im Oktogon des Turms hängt heute ein vierstimmiges Geläute in Schlagtonfolge es1 - g1 - b1 - des2, wovon die beiden großen Glocken aus Eisenhartguß nach dem Zweiten Weltkrieg die eingeschmolzenen Bronzeglocken ersetzten.

## Orgel

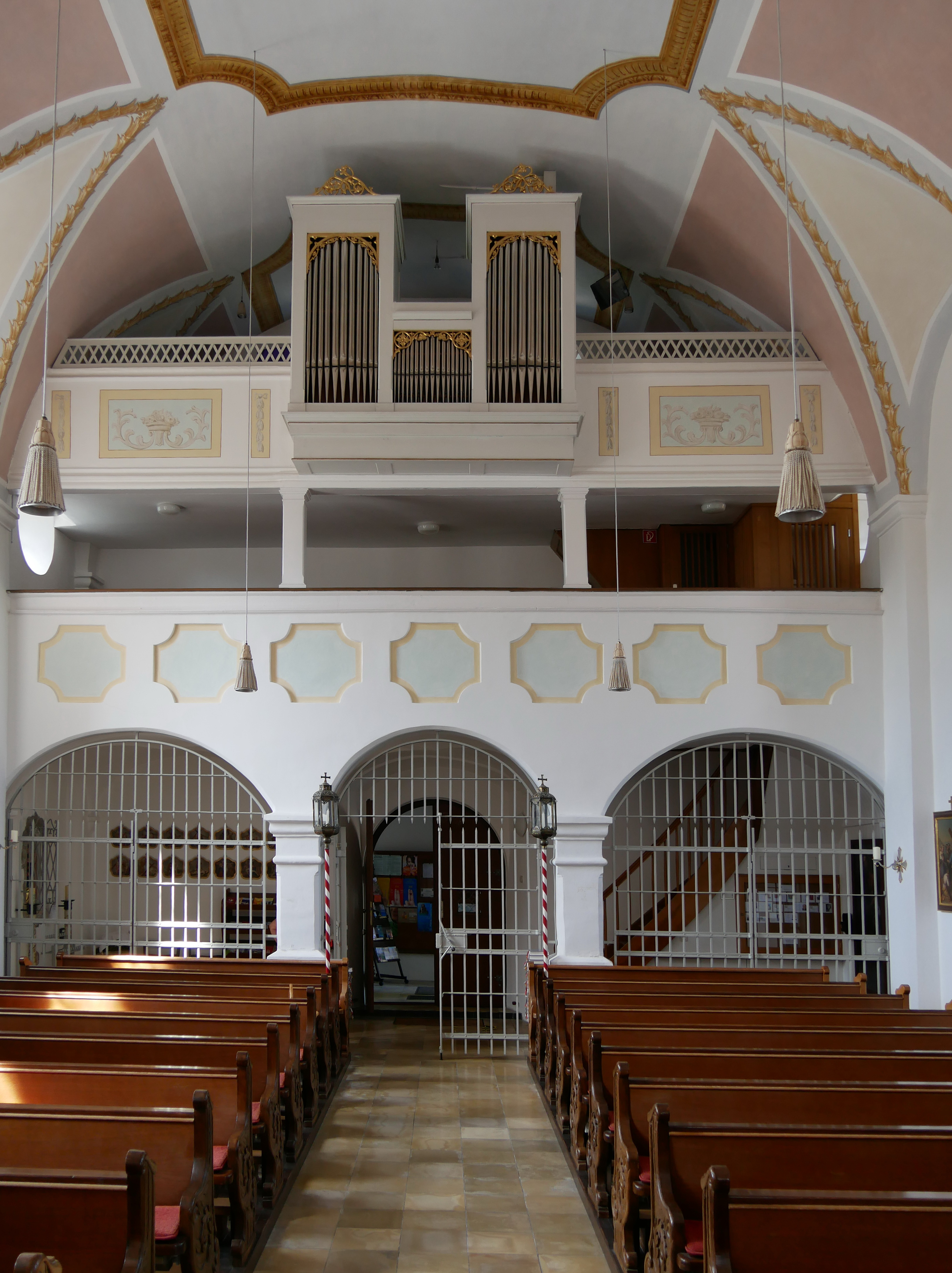
Die Orgel

Die Orgel wurde 1868 von Georg Beer gebaut. Sie hat acht Register, ein Manual und ein fest angekoppeltes Pedal. 1987 wurde sie von der Firma Steinmeyer repariert und dabei leicht umgebaut. Die Disposition lautet:
| Manual C–c3 |    |
| Gedackt     | 8′ |
| Gamba       | 8′ |
| Hohlflöte   | 8′ |
| Principal   | 4′ |
| Rohrflöte   | 4′ |
| Flöte       | 2′ |
| Mixtur      | 1′ |

| Pedal C–f |     |
| Subbaß    | 16′ |

- Bemerkungen: Schleiflade, mechanische Traktur